# Iklódbördőce
Iklódbördőce község Zala vármegyében, a Lenti járásban.

## Fekvése
A Mura vízrendszeréhez tartozó Kerka és más patakok alakították ki a Lenti-medencét, melynek északi peremén helyezkedik el. Termőtalaja e sík felszínén, de agyagon képződött, minősége közepes.
A településen keresztülfolyik a Cserta folyó, amely Szécsisziget irányában, a falutól nyugatra torkollik bele a Kerkába, amely a Dráva bal parti mellékfolyója. A település tehát több egymásnak alárendelt vízgyűjtő terület részét képezi. Elsődlegesen a falu területe a Cserta és a Kerka folyók vízgyűjtőjét képezi, ugyanakkor része a Dráva, a Duna és ez utóbbi által a Fekete-tenger vízgyűjtőjének is.
A falut északról Kerkabarabás és Hernyék, keletről Kissziget, Csömödér és Páka, délkeletről Kányavár, délről Szécsisziget, délnyugatról Kerkateskánd, nyugatról Gosztola és Lenti határolja. A legközelebbi város Lenti, mintegy 4 kilométernyire fekszik.

### Megközelítése
- Vonattal a MÁV 23-as számú Rédics–Zalaegerszeg-vasútvonalán közelíthető meg. A megállóhely Csömödér-Páka és Lentiszombathely között található. A települést 2009. december 12. óta kerékpárút köti össze Lentivel.[3]
- Közúton a települést alsóbbrendű útvonalakon lehet megközelíteni: területén a Borsfa-Lenti (Mumor) közti 7537-es út halad végig, a belterülettől délre fekvő Petróczipuszta településrészt pedig a 7539-es út érinti. Iklódbördőcétől északra fut a 75-ös főút.

## Nevének eredete
A mai falu két részből állt. A nyugati oldalon Kerkaiklód, a keletin Bördőce községrészeket találjuk. Eredetileg önállóak voltak. 1938. február 24-én egyesítették a két kisközséget és a Bördőceiklód nevet kapta az összevonás után. 1939-ben újabb névmódosítás eredményeként az Iklódbördőce nevet kapta. A település előtagja, az Iklód az Ikol ősi magyar személynév -d képzős származéka. A Bördőce feltehetően a szláv brzdo, azaz domb elnevezésből származik. A községet először 1324-ben említik Burzeulche írásmóddal. A település nevének írásmódja számtalanszor változott az idők során. Berzelche (1324), Berzelce , Berzelcze (1524), Berdőcze (1720), Bőrdötze (1792), Bördőce névalakokban találkozhatunk a falu nevével.

## Története
Iklód 1334-ben egyházas hely volt, templomát Szent Márk tiszteletére szentelték. A török hordák gyakran dúlták, különösen a Kanizsa elestét követő időkben. A Cserta mocsara sem adott elég védelmet. A hódoltság végére a két falu lényegében teljesen elpusztásodik. A templom romba dől, ezért lett a szécsiszigeti plébánia filiája 1698 óta. 1703-ban mindössze 7 család lakta a települést. Amikor a bekcsényi főesperes meglátogatta a falut, a templomnak még látszott romos tornya és északi fala. A lakosok építettek egy fatemplomot, de 1778-ban, amikor az új püspökség, a szombathelyi létrejött, a vizitátor téglaalapra épült, de sérült fatemplomot látott. Bördőcén ekkor 137 lakos volt. A mai kápolna alapja az 1811 körül már megépült, Szent Márk evangélista tiszteletére épült templom. 1818-ban a nem nemes népesség összeírása katonai célra a következő adatokkal szolgált. 1818-ban 23 ház állt a faluban. Háznépet 24 főt, férfi parasztot 17 főt, mindenrendű zsellért, lakót és kertészt 31-et, fiúgyermeket 41-et, összesen 174 főt számoltak össze ekkor. A nők 85 főt tettek ki. Férfiak közül 1-17 éves 42 fő, 18-40 éves, nős 11 fő, nőtlen és özvegy 10 fő, 40 éven felüli 14 fő volt.
Az 1890-ben a falu határában megépült vasút jelentős fejlődést hozott, munkát adott a helyieknek és a gazdáknak is.
1930-ban Bördőce 298, Kerkaiklód 367 lakosú volt, a novai járásba sorolták őket. A világháború előtt, a már egyesített kisközségben 1381 kataszteri holdon, 685 lakos élt a 124 lakásban. Római katolikus elemi iskolájában egy tanító foglalkozott a falu ifjúságával. 1938. február 24-én egyesítették Bördőce és Kerkaiklód településeket Bördőceiklód néven. Ezt 1939-ben módosították a mai Iklódbördőce névre.
A II. világháború óriási véráldozatot követelt a falutól: harminc katonája halt hősi halált. Az öttagú zsidó családot haláltáborba hurcolták és nem tértek vissza. A falunak 1941-ben 684 lakosa volt.
Az 1945-ös földosztáskor a háromtagú földosztó bizottság rendkívül határozottan védte a falu lakóinak érdekeit: szereztek 98 hold erdőt és legelőt az uradalmi erdészet javaiból, a kevés felosztható földet így egészítették ki.Az 1949-es népszámláláskor a falu népessége 679 fő volt. 1941-ben 135, 1949-ben 141, 1960-ban 151 lakóház állt a településen.
A mezőgazdaság azonban nem adott elég megélhetést. Sokan vállaltak munkát előbb az olajiparban, majd a gyarapodó Lentiben és a vasúton szintén könnyen megközelíthető Zalaegerszegen. 1962-ben a falu népessége 635 fő volt és 151 lakóház volt a településen. A hatvanas évektől az elköltözés is erőteljes: ez eredményezte a jelentős létszámcsökkenést. A természetes fogyás mellett az elvándorlási különbözet is negatív.
Előbb az iskola szűnt meg, majd 1970 után a tanács, mint az utolsó fontos funkció is elkerült innét. A település 1970-től a Csömödér Közös Községi Tanács része volt. Az önkormányzati rendszer visszaállítása után Kissziget, Zebecke, Hernyék községekkel együtt körjegyzőséget alkot Csömödér székhellyel.
A település szennyvízhálózatát Lenti város hálózatával közösen a Szabadics Zrt. végezte el. A beruházás teljes költsége 581 millió 375 ezer forint volt.
A községben 2007-ben 279 fő élt és összesen 137 lakás volt.
| Év   | Szarvasmarha | Változás  | Tehén | Változás  | Ló | Változás  | Sertés | Változás  | Juh | Változás  | Baromfi | Változás  | Méhcsaládok | Változás  |
| ---- | ------------ | --------- | ----- | --------- | -- | --------- | ------ | --------- | --- | --------- | ------- | --------- | ----------- | --------- |
| 1895 | 289          | -         | 103   | -         | 26 | -         | 213    | -         | 0   | -         | 1102    | -         | 52          | -         |
| 1911 | 400          | Növekedés | 166   | Növekedés | 17 | Csökkenés | 171    | Csökkenés | 0   | --        | 0       | Csökkenés | 0           | Csökkenés |
| 1935 | 350          | Csökkenés | 206   | Növekedés | 28 | Növekedés | 381    | Növekedés | 0   | ---       | 2131    | Növekedés | 29          | Növekedés |
| 1942 | 797          | Növekedés | 229   | Növekedés | 33 | Növekedés | 269    | Csökkenés | 0   | -         | 0       | Csökkenés | 0           | Csökkenés |
| 1962 | 433          | Csökkenés | 215   | Csökkenés | 21 | Csökkenés | 569    | Növekedés | 4   | Növekedés | 0       | -         | 0           | -         |
| 1966 | 374          | Csökkenés | 174   | Csökkenés | 25 | Növekedés | 236    | Csökkenés | 1   | Csökkenés | 12596   | Növekedés | 63          | Növekedés |

## A település címere
Iklódbördőce település címere pajzsfőnél vörössel, talpánál kékkel, középen ezüst pólyával vágott csücskös talpú pajzs. Az első vörös mezőben könyvtekercset tartó, bal oldal felé néző arany oroszlán áll. Az alsó kék mezőben bal és jobboldalt egy-egy ekevas látható arany színezéssel, fekete kontúrozással. A pajzs talpából kinövő arany színű, fekete kontúrvonalakkal körülhatárolt fa látható.

## Közélete

### Polgármesterei
- 1990–1994: Czupi Béla (független)[15]
- 1994–1998: Tóth Károly (független)[16]
- 1998–2002: Tóth Károly (független)[17]
- 2002–2006: Tóth Károly (független)[18]
- 2006–2010: Sabján Krisztián (független)[19]
- 2010–2014: Sabján Krisztián (független)[20]
- 2014–2019: Sabján Krisztián László (független)[21]
- 2019–2024: Sabján Krisztián (független)[22]
- 2024– : Horváth Richárd (független)[1]

## Népesség
A település népességének változása:
| Lakosok száma | 281  | 279  | 276  | 242  | 263  | 263  | 268  |
|               | 2013 | 2014 | 2015 | 2021 | 2022 | 2023 | 2024 |

A 2011-es népszámlálás idején a nemzetiségi megoszlás a következő volt: magyar 86,6%, cigány 11,37%, német 1,34%. A lakosok 77,9%-a római katolikusnak, 1,08% reformátusnak, 13% felekezeten kívülinek vallotta magát (7,2% nem nyilatkozott).
2022-ben a lakosság 88,6%-a vallotta magát magyarnak, 10,6% cigánynak, 4,2% németnek, 0,4% románnak, 0,4% szlováknak, 1,5% egyéb, nem hazai nemzetiségűnek (9,9% nem nyilatkozott; a kettős identitások miatt a végösszeg nagyobb lehet 100%-nál). Vallásuk szerint 62% volt római katolikus, 0,8% református, 0,4% evangélikus, 0,4% egyéb keresztény, 0,8% egyéb katolikus, 2,7% felekezeten kívüli (33,1% nem válaszolt).

## Nevezetességei
- A népi építészet annak idején a lakóépületekhez fát és agyagot használt. A házak többsége zsúptetős boronaépület volt. Jellegzetes volt a füstöskonyha, csak a két háború között kezdték el kéményesre cserélni. Itt nem volt divat a kerítés, az 1930-as években a házak alig ötödét kerítették körül.
- A faluban a 19. század végén olasz téglavetők dolgoztak, a település határában vetették a téglát és a zsindelyt. Emléküket a hajdani Kerkanémetfaluban egész utcasor őrzi.
- A négyoszlopos kódisállásos házak az oromzatok tanúsága szerint 1888 és 1909 között épültek. Helyi védettséget élveznek.
- A község nevezetessége az 1913-ban épült barokk stílusú templom, amelyet 1984-ben restauráltak, 1987-ben tataroztak.
- A környék természeti szépségeivel a környék erdeiben és rétjein tett kirándulásokon ismerkedhet meg az utazó. A hagyomány szerint a faluhoz tartozó "Paku rét" arról kapta a nevét, hogy egy Pakó nevű betyár gyakran tartózkodott ott.

## A település az irodalomban
- Érintőlegesen szerepel a település Bödőcs Tibor humorista első regényében, a zalai vidéki helyszínek sokaságát felvillantó Meg se kínáltak című kötetben (a 16. fejezetben), a jobb sorsra érdemesült festő főhős családja történetének egyik helyszíneként.